# Fusillade op het Witterveld

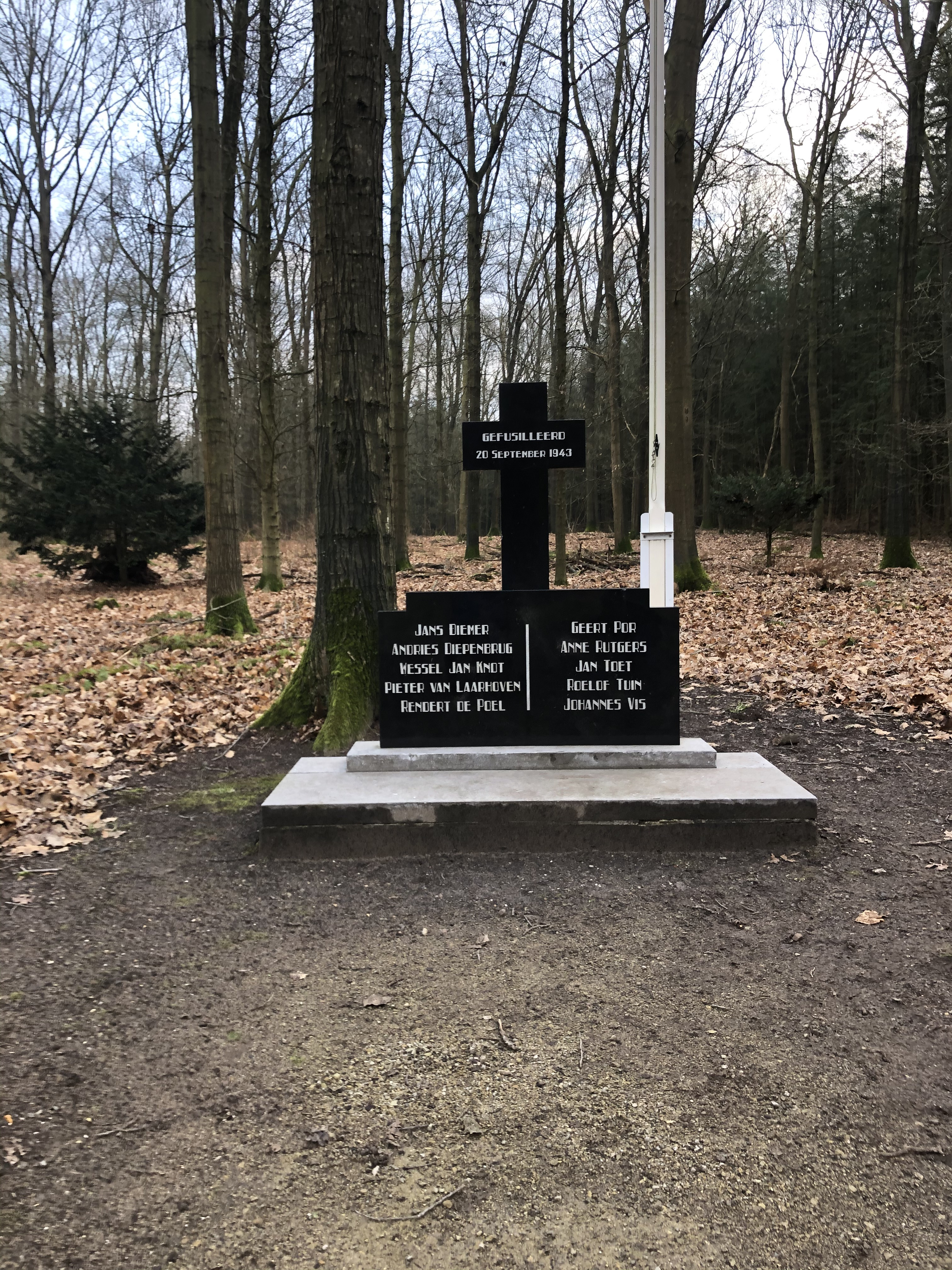
Verzetsmonument nabij Kamp Westerbork

De Fusillade op het Witterveld was de executie van tien verzetsstrijders die plaatsvond op 20 september 1943 op het Witterveld bij Assen. In 1949 werd een verzetsmonument onthuld bij Herinneringscentrum Kamp Westerbork ter nagedachtenis aan hen.

## Executie
Op 20 september 1943 werden tien verzetsstrijders van knokploeg De Hondsrug in het Polizeistandgericht in Assen ter dood veroordeeld voor hun betrokkenheid bij verschillende verzetsacties. Een elfde persoon kreeg een tuchtstraf van tien jaar.
Zij hadden onder meer als doel de tewerkstelling van jonge Nederlanders in Duitsland te saboteren door aanslagen te plegen op de gemeentehuizen van Exloo en Stadskanaal om het bevolkingsregister te vernietigen. Er werd tot drie maal toe geprobeerd het gemeentehuis in Stadskanaal in brand te steken, maar dat mislukte. Het gemeentehuis en archief van Exloo brandde volledig af, maar het bevolkingsregister dat zich in een kluis bevond, bleef gespaard.
Daarnaast werden zij verantwoordelijk gehouden voor overvallen op distributiekantoren en de moord op NSB'er Willem Reilingh op 31 juli 1943. Twee uur nadat het vonnis was uitgesproken, werden zij geëxecuteerd op het Witterveld bij Assen.
De tien verzetsstrijders waren:
- Jans Diemer (20), een HBS-leerling uit Borger, lid van knokploeg De Hondsrug[7]
- Andries Diepenbrug (41), een gemeenteambtenaar uit Odoorn, lid van knokploeg De Hondsrug[8]
- Wessel Jan Knot (28), de leider van de distributiedienst uit Exloo, lid van knokploeg De Hondsrug[9]
- Pieter van Laarhoven (24), een machinist Hasselt, lid van knokploeg Meppel en later knokploeg De Hondsrug[10]
- Rendert de Poel (35), de directeur van het Arbeidsbureau in Borger, lid van knokploeg De Hondsrug[11]
- Geert Por (25), een verpleger uit Zuidlaren, lid van knokploeg De Hondsrug[12]
- Anne Rutgers (32), een timmerman uit Groningen, lid van knokploeg Meppel en later knokploeg De Hondsrug[13]
- Jan Toet (25), een boekhouder uit Staphorst, lid van knokploeg Meppel en later knokploeg De Hondsrug[14]
- Roelof Tuin (37), een landbouwer uit Valthermond, lid van knokploeg De Hondsrug[15]
- Johannes Vis (30), een koopman uit Stadskanaal, lid van knokploeg De Hondsrug en verzetsgroep Oranje Bolsjewieken[16]

Na hun executie werden de lichamen van de verzetsstrijders per vrachtauto overgebracht naar Kamp Westerbork. Twee SS'ers probeerden de crematieoven op te starten, maar dit mislukte. Om half twee 's nachts kregen twee kampgevangenen die in het crematorium werkten de opdracht de lichamen te cremeren. Kampcommandant Albert Konrad Gemmeker dreigde hen met de dood als zij over dit voorval zouden praten. De lijken waren vastgebonden aan paaltjes en een aantal van hen had een zwarte blinddoek voor.
Vier gevangenen uit de strafbarak moesten de lijken verplaatsen, de vrachtauto en straat van bloedsporen ontdoen en achter het crematorium een massagraf graven, waar de stoffelijke resten later werden begraven. Om half negen 's ochtends was het werk gedaan. Hoewel de lijken nog niet volledig verbrand waren, werden ze in het massagraf geplaatst.
De vier gevangenen die het massagraf hadden gegraven, werden die ochtend direct naar een vernietigingskamp gedeporteerd. Philip Mechanicus schreef over hen: "Toen zij hun werk hadden verricht zijn zij, krijtwit van de ontsteltenis en walging, rechtstreeks naar de trein gebracht, waarheen ook hun rugzakken uit de barak werden vervoerd. Zij konden dus niet meer in het kamp zelf bekendmaken wat zij hadden beleefd."

## Rechtszaak
De familieleden van de verzetsstrijders wisten jarenlang niet waar hun dierbaren begraven waren. Eind 1948 werd al een poging ondernomen om de plek te lokaliseren, maar zonder resultaat.
In 1949 vond een rechtszaak plaats tegen voormalig kampcommandant Gemmeker. Een van de kampgevangenen die de opdracht had gekregen de lichamen te cremeren, Werner Stertzenbach, was kort na de gebeurtenis uit Kamp Westerbork ontsnapt en was daarna ondergedoken. Hij getuigde tegen Gemmeker en wees op 18 januari 1949 de plek aan waar de stoffelijke resten begraven waren.

## Verzetsmonument
Vlak bij de plaats waar het massagraf zich bevond staat een verzetsmonument. Op 21 februari 1949 kwamen de familieleden van de omgekomen verzetsstrijders bijeen op de plek waar de assen waren begraven. Zij besloten samen de assen bij te zetten in een gezamenlijk graf. Op initiatief van Stichting 1940-1945 werd een monument opgericht dat werd bekostigd door de stichting en de nabestaanden. De assen werden na een plechtigheid op 3 mei 1949 bijgezet in een grafkelder achter het crematorium.